# Chinavita (kommun)
Chinavita är en kommun i Colombia.   Den ligger i departementet Boyacá, i den centrala delen av landet, 100 km nordost om huvudstaden Bogotá. Antalet invånare är 3 741. Arean är 148 kvadratkilometer.
Terrängen i Chinavita är bergig norrut, men söderut är den kuperad.